# Gospodarstwo rolne

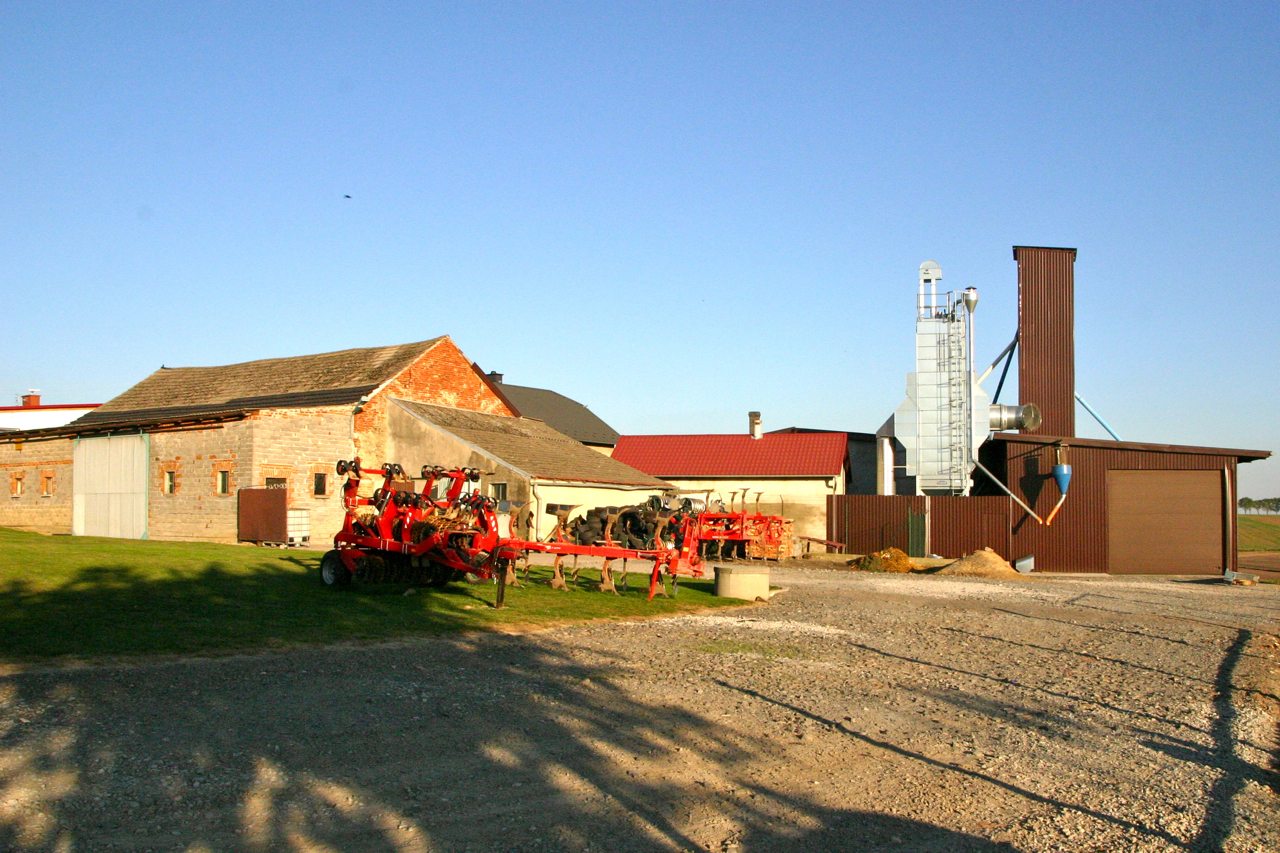
Gospodarstwo rolne

Gospodarstwo rolne – odrębna jednostka produkcyjna w rolnictwie.

## Ekonomiczne pojęcie gospodarstwa rolnego
W literaturze pojawia się kilka definicji gospodarstwa rolnego:
- celowo zorganizowany zespół ludzi, ziemi i innych środków produkcji, którego zadaniem jest wytwarzanie produktów rolniczych przez uprawę roślin i chów zwierząt[2],
- rolniczo-wytwórcza jednostka gospodarcza, obejmująca obszar gruntu umożliwiający produkcję rolniczą i opierający swą działalność na zespole sił wytwórczych zorganizowanych w jedną organiczną całość na zasadzie wzajemnego zharmonizowania[3],
- celowo zorganizowany, mający własne kierownictwo, zespół ludzi, ziemi i pozostałych środków produkcji, który zajmuje się produkcją roślinną i zwierzęcą, a niekiedy roślinną, zwierzęcą i przetwórstwem rolnym[4].

Powyższe definicje są oparte na podstawie kategorii czynników produkcji rolnej jak ziemia, praca, kapitał i organizacja.
W nowszej literaturze rozróżnia się gospodarstwo rolne jako najmniejszą jednostkę produkcyjną rolnictwa w sferze produkcyjnej, zaś przedsiębiorstwo rolne traktuje się jako jednostką w sferze ekonomicznej, istniejącej dzięki powiązaniu warsztatu rolnego ze światem zewnętrznym.
Jak wskazano powyżej, w ekonomii nie ma jednej powszechnie obowiązującej definicji gospodarstwa rolnego. Każda z istniejących odnosi się do czynników produkcji (ludzie, ziemia, inwentarz) niezbędnych do prowadzenia działalności rolniczej w postaci produkcji roślinnej lub zwierzęcej.
Większość gospodarstw rolnych w Polsce to gospodarstwa indywidualne (prowadzone przez osobę fizyczną). Analizując ich formę własności oraz sposób prowadzenia można również stwierdzić, że ich przeważająca część to gospodarstwa rodzinne, które prowadzone są przez członków rodziny oraz stanowią często własność rodziny „od pokoleń”.
Według Głównego Urzędu Statystycznego pojęcie "gospodarstwo indywidualne" obejmuje:
- gospodarstwa o powierzchni 1 ha i więcej użytków rolnych,
- gospodarstwa o powierzchni poniżej 1 ha użytków rolnych (w tym nieposiadające użytków rolnych) prowadzące działy specjalne produkcji rolnej lub produkcję o znaczącej (określonej odpowiednimi progami) skali: drzew owocowych, krzewów owocowych, szkółek sadowniczych i ozdobnych, warzyw i truskawek gruntowych, chmielu, tytoniu, kóz oraz dzikich zwierząt utrzymywanych w gospodarstwie dla produkcji mięsa (np. dziki, sarny, daniele).

## Gospodarstwo rolne jako konstrukcja prawna

### Konstrukcja definicji gospodarstwa rolnego
Definicje legalne gospodarstwa opierają się albo na ujęciu przedmiotowym (gospodarstwo jako zespół składników) albo funkcjonalnym (gospodarstwo jako określona działalność).
W polskim ustawodawstwie tradycyjnie rozdzielano pojęcia gospodarstwa rolnego i przedsiębiorstwa. Kodeks handlowy z 1934 roku przyjmował, że działalność gospodarstwa rolnego jest skierowana na uzyskiwanie produktów rolnych i przeciwstawiał ją działalności handlowej. Podział ten zachowany został także za czasów PRL i w III RP. Polskie prawo nie zna pojęcia przedsiębiorstwa rolnego.
Sama konstrukcja prawna gospodarstwa rolnego ewoluowała od ujęcia przedmiotowego w stronę funkcjonalnego. W literaturze wskazuje się na trzy podstawowe tendencje rozwoju ujęcia podstawowego:
- rozszerzenie zakresu składników gospodarstwa rolnego,
- przechodzenie od gospodarstwa rolnego jako jednostki własnościowej do zorganizowanej całości gospodarczej,
- zmiana traktowania materialnych składników gospodarstwa rolnego (od przedmiotu określonych praw do instrumentów działalności rolnej).

### W Kodeksie cywilnym z 1964 roku
Zgodnie z Kodeksem cywilnym z 1964 roku gospodarstwo rolne to grunty rolne wraz z gruntami leśnymi, budynkami lub ich częściami, urządzeniami i inwentarzem, jeżeli stanowią lub mogą stanowić zorganizowaną całość gospodarczą, oraz prawami związanymi z prowadzeniem gospodarstwa rolnego (art. 553). Za składnik rolniczej jednostki wytwórczej uważa się także wytworzone produkty rolne oraz zapasy.
Art. 553 k.c. stanowi o prawach związanych z prowadzeniem gospodarstwa rolnego. Nie wymienia prawa własności, co oznacza, że gospodarstwo tworzą również grunty, stanowiące przedmiot np. użytkowania wieczystego, użytkowania, czy dzierżawy. Wśród praw wchodzących w skład gospodarstwa rolnego wchodzą m.in. prawa wynikające z zawartych umów kontraktacyjnych, z umów ubezpieczenia mienia i ziemiopłodów, oszczędności w bankach przeznaczone na cele inwestycyjne czy kwoty produkcyjne. Składnikiem gospodarstwa rolnego nie są wynikające z tych umów obowiązki (jedynie obciążają gospodarstwo). Zwraca się uwagę, że gospodarstwo rolne definiowane w k.c. nie jest jednostką własnościową. Gospodarstwo rolne przestaje istnieć, gdy zostanie pozbawione takiego elementu, który uniemożliwi prowadzenie działalności w zakresie produkcji rolnej, dlatego brak inwentarza żywego czy martwego, ewentualnie budynków nie pozbawia zorganizowanej całości gospodarczej złożonej wyłącznie z gruntów rolnych charakteru gospodarstwa rolnego.
Z prowadzeniem gospodarstwa rolnego w świetle polskiego prawa wiąże się też wynajmowanie przez rolników pokoi i pól namiotowych, sprzedaż posiłków domowych oraz świadczenie w gospodarstwach rolnych innych usług turystycznych.
Art. 1058 k.c. wprowadza dla spadków otwartych przed 14 lutego 2001 r. dodatkowe kryterium definiowana gospodarstwa rolnego – musi ono obejmować grunty rolne o powierzchni przekraczającej 1 ha. Kryterium obszarowe stosuje się jedynie do przepisów szczególnych o dziedziczeniu gospodarstw rolnych.

### W innych źródłach prawa
Ustawa o kształtowaniu ustroju rolnego z 11 kwietnia 2003 roku (Dz.U. z 2024 r. poz. 423) zawęża definicję gospodarstwa rolnego zawartą w k.c. poprzez zastosowanie kryterium obszarowego (minimum 1 hektar użytków rolnych). Wprowadza też kategorię gospodarstwa rodzinnego, i rolnika indywidualnego, za którego uważa się osobę fizyczną, będącą właścicielem lub dzierżawcą nieruchomości rolnych o łącznej powierzchni użytków rolnych nieprzekraczających 300 ha, prowadzącą osobiście gospodarstwo rolne, posiadającą kwalifikacje rolnicze, zamieszkałą w gminie, na obszarze której położona jest jedna z nieruchomości rolnych wchodzących w skład tego gospodarstwa.
Według art. 6 pkt 4 Ustawy o ubezpieczeniu społecznym rolników gospodarstwo rolne to każde gospodarstwo służące prowadzeniu działalności rolniczej.
Według ustawy o podatku rolnym z 1996 r. - za gospodarstwo rolne dla celów podatku rolnego uważa się obszar użytków rolnych, gruntów pod stawami oraz sklasyfikowanych w operatach ewidencyjnych jako użytki rolne gruntów pod zabudowaniami związanymi z prowadzeniem tego gospodarstwa o łącznej powierzchnie przekraczającej 1 ha lub o powierzchni użytków rolnych przekraczającej 1 ha przeliczeniowy, stanowiących własność lub znajdujących się w posiadaniu osoby fizycznej lub osoby prawnej albo jednostki organizacyjnej nie mającej osobowości prawnej.
W Traktacie rzymskim oraz w prawie wtórnym Unii Europejskiej brak ogólnej i jednolitej definicji gospodarstwa rolnego. Według Trybunału Sprawiedliwości Unii Europejskiej definicja gospodarstwa rolnego „ulega zmianom w zależności od przeznaczenia konkretnych aktów prawnych”.

## Sukcesja gospodarstwa rolnego

### Następstwointer vivos
Nie ma jednolitości poglądów, czy gospodarstwo rolne zdefiniowane w art. art. 553 k.c. jest samodzielnym przedmiotem obrotu. Według jednego nurtu gospodarstwo rolne jako całość nie jest przedmiotem prawa i w tym charakterze (jako całość) nie może być przedmiotem czynności prawnej. Przeciwne stanowisko głosi, że gospodarstwo rolne stanowi jeden przedmiot obrotu, wobec czego może być przedmiotem czynności prawnej.
Istotnym zagadnieniem społecznym i ekonomicznym w rolnictwie oraz prawie rolnym jest wymiana pokoleniowa. Chodzi o wskazanie, kto będzie prowadził gospodarstwo, gdy z powodu utraty sił, podeszłego wieku albo śmierci dotychczasowy właściciel robić tego już nie będzie mógł. Do zmiany pokoleniowej może dojść albo za życia rolnika (inter vivos), albo dopiero po jego śmierci w drodze dziedziczenia (następstwa mortis causa). Za życia rolnika do wymiany takiej może dojść na skutek szeregu czynności prawnych, z których kilka można uznać za charakterystyczne w tym kontekście. 
Za najbardziej rozpowszechnione typy umów, które są wykorzystywane przy planowaniu sukcesji gospodarstwa rolnego, można uznać: 
- umowę darowizny
- umowę o dożywocie – umowę o funkcji alimentacyjnej,
- umowę z następcą[17].

### Następstwomortis causa
W Europie przyjmowane są dwa modele dziedziczenia gospodarstw rolnych. System germański przewiduje ingerencję na etapie otwarcia spadku i jest stosowany m.in. w Niemczech i Austrii. System romański przewiduje ingerencję na etapie działu spadku i jest stosowany m.in. we Francji, Hiszpanii, Belgii i Szwajcarii. Do systemu romańskiego nawiązuje również polski model dziedziczenia gospodarstw rolnych.

## Liczba gospodarstw rolnych
Według danych Rocznika Statystycznego Rolnictwa z 2007 r. i 2021 r. liczba gospodarstw rolnych przedstawiała się następująco:
- 2000 r. – 2859,2 tys.
- 2010 r. - 1509,1 tys.
- 2020 r. – 1317,5 tys.